# Torr

Columna de Torricelli. Al nivel del mar la presión de una atmósfera corresponde a 760 Torr.

El torr (símbolo Torr; a veces llamado impropiamente torricelli) es una unidad de presión, definida como, exactamente, 1/760 de una atmósfera estándar (101 325 Pa). Así, un torr es exactamente 101 325/760 pascales (≈ 133.32 Pa).
Históricamente, un torr fue introducido para ser igual que un "milímetro de mercurio". Definiciones posteriores de las dos unidades los hacen sutilmente diferentes (por menos de un 0.000 015 %). El torr no es parte del Sistema Internacional de Unidades (SI). Es, a menudo, combinado con el prefijo métrico mili para nombrar un militorr (mTorr) o 0.001 Torr.
La unidad fue nombrada en honor a Evangelista Torricelli, un físico y matemático italiano, quien descubrió el principio del barómetro en 1644.
En la edición de 2006 del SI, el torr ha desaparecido, aunque su uso es todavía frecuente en medidas de baja presión. A pesar de que para medir la tensión arterial en medicina se emplean mmHg, el pascal es la unidad de presión recomendada.

## Nomenclatura y errores comunes
El nombre de la unidad torr es escrito en minúscula, mientras su símbolo ("Torr" es siempre escrito con mayúscula inicial; incluyendo en combinaciones con prefijos y otros símbolos de unidades, como en "mTorr" (militorr) o "Torr-L/s" (torr-litros por segundo). El símbolo (mayúscula) deberá ser utilizado con símbolos de prefijos (así, mTorr y militorr son correctos, pero mtorr y miliTorr no lo son).
El torr es algunas veces incorrectamente denotado por el símbolo "T", el cual es el símbolo SI para el tesla, la unidad de medida de fuerza de campo magnético. Aunque puede encontrarse con frecuencia, la pronunciación alternativa "Tor" es incorrecta.

## Historia
Torricelli atrajo considerable atención cuando mostró el primer barómetro de mercurio al público en general. Se le reconoce la primera explicación moderna de la presión atmosférica. Los científicos en su tiempo estaban familiarizados con fluctuaciones pequeñas en altura que ocurrían en barómetros. Cuando estas fluctuaciones se explicaron como una manifestación de cambios en la presión atmosférica, nació la ciencia de la meteorología.
A lo largo del tiempo, 760 milímetros de mercurio a 0 °C vinieron a ser considerados como la presión atmosférica estándar. En honor a Torricelli, el torr fue definido como una unidad de presión igual a un milímetro de mercurio a 0 °C. Sin embargo, ya que la aceleración de la gravedad (y así el peso de la columna de mercurio) es una función de elevación y latitud (debido a la rotación y no esfericidad de la Tierra), esta definición es imprecisa y varía según la ubicación.
En 1954, la definición de la atmósfera fue revisada por la "10e Conférence Générale des Poids et Mesures" (10.ª CGPM) estableciéndose la definición actualmente aceptada: una atmósfera es igual a 101 325 pascales. El torr fue, entonces, redefinido como 1 / 760 de una atmósfera. Esto produce una definición precisa que es inequívoca e independiente de las mediciones de la densidad del mercurio o la aceleración debida a la gravedad en la Tierra.

## Unidades manométricas de presión
Las unidades manométricas son unidades tales como milímetros de mercurio o centímetros de agua que dependen de una densidad asumida de un fluido y una aceleración debida a la gravedad asumida. El uso de estas unidades es descartado. A pesar de eso, las unidades manométricas son, rutinariamente, utilizadas en medicina y psicología, y continúan siendo utilizadas en áreas tan diversas como el reporte del tiempo y el buceo.

## Factores de conversión
El milímetro de mercurio es por definición 133.322 387 415 Pa (13.5951 g/cm3 x 9.806 65 m/s2 x 1 mm), el cual se aproxima con precisiones conocidas de densidad de mercurio y gravedad estándar.
El torr es definido como 1/760 de una atmósfera estándar, mientras la atmósfera es definida como 101 325 pascales. Así, 1 Torr es igual a 101 325/760 Pa. La forma decimal de esta fracción (133.322 368 421 052 631 578 947) es infinitamente larga, decimal repetido periódicamente (longitud repetida: 18).
La relación entre el torr y el milímetro de mercurio es:
|        | Conversión                     |
| ------ | ------------------------------ |
| 1 Torr | 0.999 999 857 533 699 ... mmHg |
| 1 mmHg | 1.000 000 142 466 321 ... Torr |

La diferencia entre un milímetro de mercurio y un torr, tanto como entre una atmósfera (101.325 kPa) y 760 mmHg (101.325 014 435 4 kPa), es menos que una parte en siete millones (o menos que 0.000 015 %). Esta pequeña diferencia es despreciable para la mayoría de aplicaciones fuera de la metrología.
Otras unidades de presión incluyen:
| Nombre    | Símbolo | Definición  |
| --------- | ------- | ----------- |
| bar       | bar     | 100 kPa     |
| atmósfera | atm     | 101.325 kPa |
| torr      | Torr    | 1/760 atm   |

Estas cuatro unidades de presión son utilizadas en diferentes ajustes. Por ejemplo, el bar es utilizado en meteorología para reportar presiones atmosféricas. El torr es utilizado en física e ingeniería de alto vacío.